# Association Sportive Cannes Volley-Ball 2014-2015 (maschile)
Questa voce raccoglie le informazioni riguardanti l'Association Sportive Cannes Volley-Ball nelle competizioni ufficiali della stagione 2014-2015.

## Organigramma societario
Area direttiva
- Presidente: François Mauro di Mauri

Area tecnica
- Allenatore: Igor Kolaković
- Allenatore in seconda: Eric Rouer

## Rosa
| N° | Nome              | Ruolo | Data di nascita  | Nazionalità sportiva |
| -- | ----------------- | ----- | ---------------- | -------------------- |
| 1  | Dejan Radić       | C     | 6 novembre 1984  | Serbia               |
| 3  | Gjoko Josifov     | C     | 6 marzo 1985     | Macedonia del Nord   |
| 4  | Milan Rasić       | C     | 2 febbraio 1985  | Serbia               |
| 6  | Timothée Carle    | S     | 30 novembre 1995 | Francia              |
| 7  | Jonas Aguenier    | C     | 28 aprile 1992   | Francia              |
| 8  | Ludovic Castard   | S/O   | 18 gennaio 1983  | Francia              |
| 9  | Ewoud Gommans     | S     | 17 novembre 1990 | Paesi Bassi          |
| 10 | Pascal Ragondet   | L     | 10 agosto 1983   | Francia              |
| 11 | Luka Bašić        | S     | 29 gennaio 1995  | Francia              |
| 12 | Jérémy Audric     | P     | 2 aprile 1986    | Francia              |
| 13 | Pierre Pujol      | P     | 13 luglio 1984   | Francia              |
| 15 | Dušan Petković    | S/O   | 27 gennaio 1992  | Serbia               |
| 16 | Emmanuel Ragondet | S     | 6 agosto 1987    | Francia              |